# Bergh (seigneurie)
Pour les articles homonymes, voir Bergh.

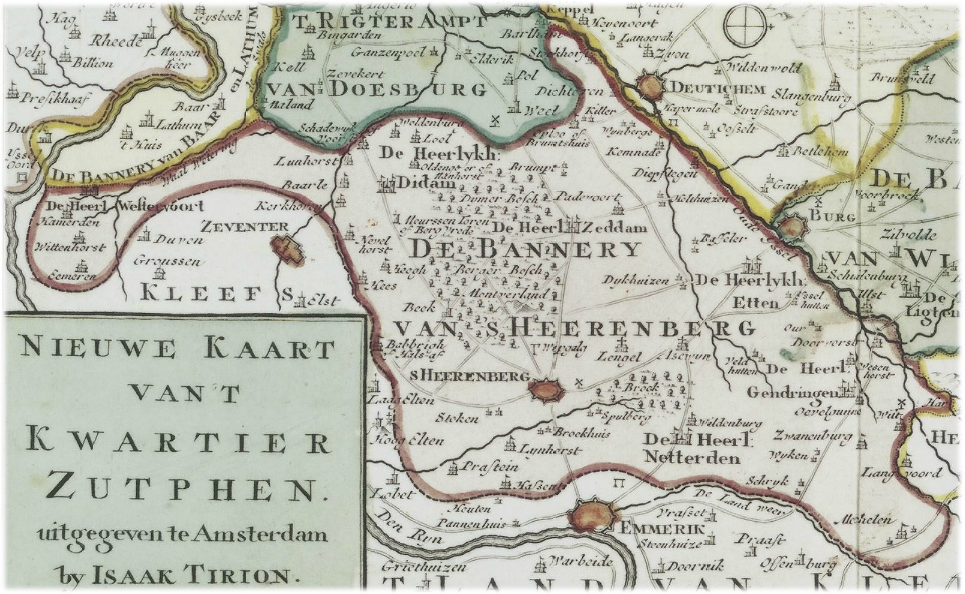
Cartographie du comté de Zutphen (1741)

Le pays de Bergh (en néerlandais : Land van den Bergh) était une seigneurie du comté de Zutphen, relevant des comtes de Bergh.
Sa capitale était 's-Heerenberg, avec Huis Bergh. Elle comprenait Didam, Etten, Zeddam, Gendringen, Netterden et Westervoort.
Les seigneuries suivantes en dépendaient :
- La seigneurie de Moitié-Wisch ;
- La seigneurie de Homet ;
- La seigneurie de Boxmeer ;
- La seigneurie de Bylant ;
- La seigneurie d'Almsteen ;
- La seigneurie de Hedel ;
- La seigneurie de Stevensweerd.